# 都市間バス
都市間バス（としかんバス、英: intercity bus）は、主要都市間を結ぶバス路線。

## アメリカ
米国では特に州際間の都市間バスをinter-citybus、州内のバスサービスをintra-stateserviceと呼んでいる。
米国では1935年自動車運送事業法（Motor Carrier Act of 1935）で州際間でのバス輸送の事業参入や退出、運賃、財務、サービス水準に関する規制権限が州から連邦政府の州際商務委員会（Interstate Commerce Commission）に移された。アメリカにおける都市間バスの規制は鉄道事業との関係で規制されてきたが、1982年バス規制改革法（Bus Regulatory Reform Act of 1982）による規制改革でバス輸送の事業参入や退出、運賃決定などの規制が大幅に緩和された。1982年バス規制改革法の施行により、都市間バスの事業者数は1981年の1470件から1984年にはおよそ3000件にまで倍増した。都市間バスの規制改革はバス事業者が財務状況を改善するために要請したものだったが、既に産業内で値下げ競争が始まっていた航空機との競争で需要回復を果たせず、1980年から1984年にかけて都市間バス事業の収支は悪化した。

## フランス
フランスでは鉄道輸送サービスの保護のため地域圏間を結ぶ都市間バスの運行は認められていなかった。しかし、2009年10月にEUで域内の国際路線バスの一部を都市間バスとして承認する法律が可決されたことを受け、2011年7月からフランス国内でも都市間バスの運行が始まった。
2011年7月にユーロラインズフランス社が6路線を開業して都市間バスの運行を始め、同社は同年9月には150路線の販売を開始した。